# 亚当斯县 (艾奥瓦州)
亞當斯縣（英語：Adams County）是美国艾奥瓦州西南部的一個郡，面積1,102平方公里。根據2020年美國人口普查，共有人口3,704人，是全州人口最少的縣。本縣自從2000年開始便一直都是全州人口最少的縣。本縣縣治為科寧（Corning）。

## 歷史
亞當斯縣是於1851年由艾奥瓦州议会成立，其名稱紀念第二任美国总统约翰·亚当斯及其子第六任總統约翰·昆西·亚当斯。本縣於1853年3月12日正式分離波特瓦特米縣。後來，蒙哥馬利郡和尤寧郡先後自本縣成立。本縣首個縣治為昆西。於1872年，科寧成為本縣的新縣治。

## 地理

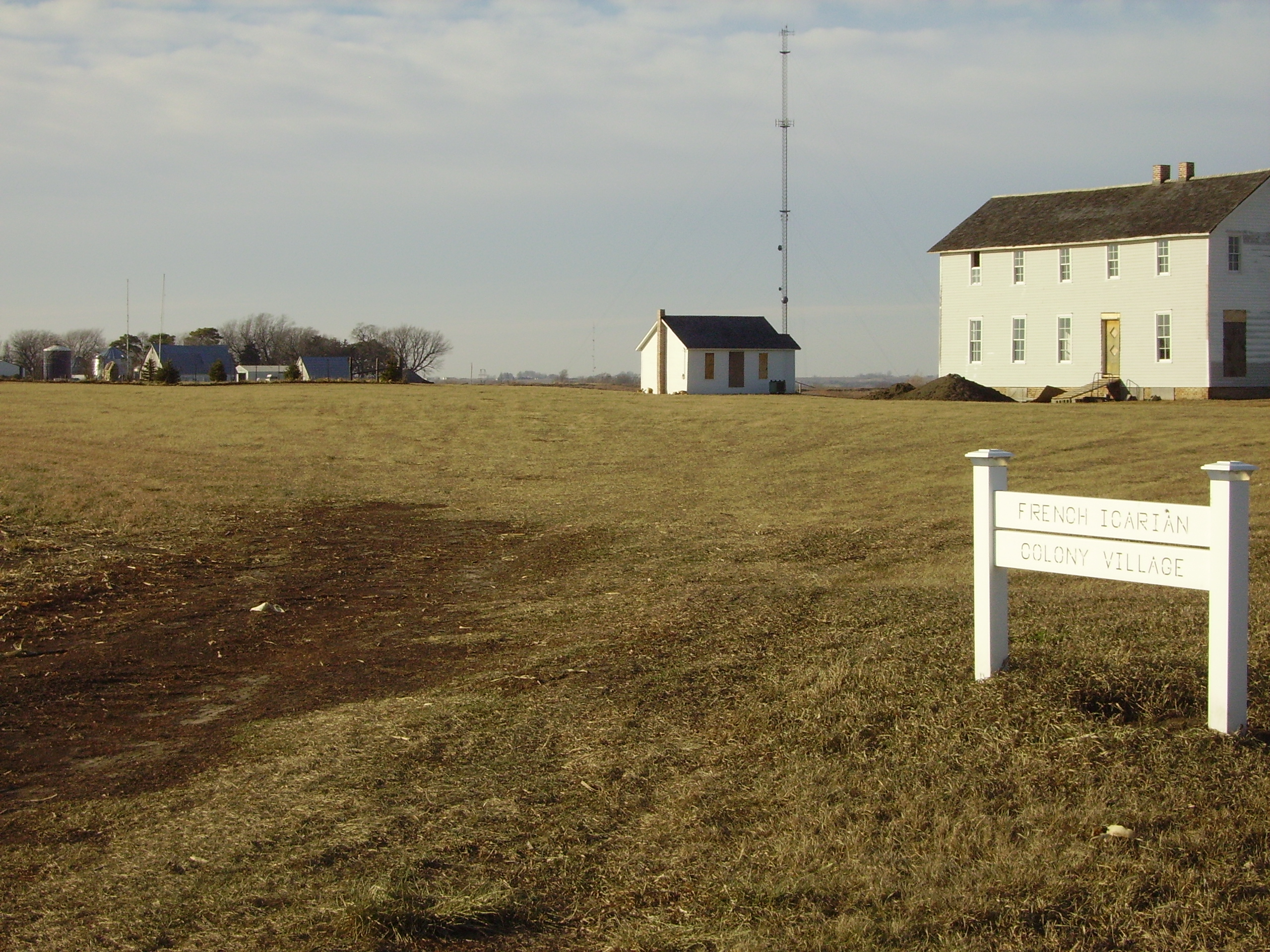
縣治科寧

根據2000年人口普查，亞當斯縣的總面積為425.41平方英里（1,101.8平方），其中有423.54平方英里（1,097.0平方），即99.56%為陸地；1.87平方英里（4.8平方），即0.44%為水域。

### 毗鄰縣
所有亞當斯縣的毗鄰縣皆為愛荷華州的毗鄰縣。
- 卡斯縣：西北方
- 亞代爾縣：東北方
- 尤寧郡：東方
- 泰勒縣：南方
- 蒙哥馬里縣：西方

## 人口

2000年的亞當斯縣人口年齡金字塔

| 调查年                            | 人口   | 备注 | %±     |
| --------------------------------- | ------ | ---- | ------ |
| 1860                              | 1,533  |      | —      |
| 1870                              | 4,614  |      | 201.0% |
| 1880                              | 11,888 |      | 157.7% |
| 1890                              | 12,292 |      | 3.4%   |
| 1900                              | 13,601 |      | 10.6%  |
| 1910                              | 10,998 |      | −19.1% |
| 1920                              | 10,521 |      | −4.3%  |
| 1930                              | 10,437 |      | −0.8%  |
| 1940                              | 10,156 |      | −2.7%  |
| 1950                              | 8,753  |      | −13.8% |
| 1960                              | 7,468  |      | −14.7% |
| 1970                              | 6,322  |      | −15.3% |
| 1980                              | 5,731  |      | −9.3%  |
| 1990                              | 4,866  |      | −15.1% |
| 2000                              | 4,482  |      | −7.9%  |
| 2010                              | 4,029  |      | −10.1% |
| 2012年估计                        | 3,911  |      | −2.9%  |
| 美國十年一度的人口普查 2012年估計 |        |      |        |

### 2010年
根據2010年人口普查，亞當斯縣擁有4,029居民，其人口密度為每平方英里9.48居民（每平方公里3.66居民）。本縣擁有2,010間房屋单位，而其中的1,715間已有住戶。

### 2000年
根據2000年人口普查，亞當斯縣擁有4,482居民、1,867住戶和1,235家庭。其人口密度為每平方英里11居民（每平方公里4居民）。本縣擁有2,109間房屋单位，其密度為每平方英里5間（每平方公里2間）。而人口是由98.91%白人、0.07%非裔、0.45%原住民、0.18%亞裔、0.04%其他種族和0.36%混血构成。而西班牙裔或拉丁美洲裔佔了人口0.58%。
在1,867住户中，有28%擁有一個或以上的兒童（18歲以下）、58%為夫妻、5.50%為單親家庭、33.8%為非家庭、30%為獨居、17.6%住戶有同居長者。平均每戶有2.34人，而平均每個家庭則有2.91人。在4,482居民中，有23.9%為18歲以下、6.3%為18至24歲、24.1%為25至44歲、24.2%為45至64歲以及21.4%為65歲以上。人口的年齡中位數為42歲，女子對男子的性別比為100：96.7。成年人的性別比則為100：92.7。
本縣的住戶收入中位數為$30,453，而家庭收入中位數則為$40,030。男性的收入中位數為$26,510 ，而女性的收入中位數則為$20,645 ，人均收入為$15,550。約6.4%家庭和9.3%人口在貧窮線以下，包括11.4%兒童（18歲以下）及11.1%長者（65歲以上）。

## 外部連結
- 官方網站 （页面存档备份，存于）